# 東京書籍
東京書籍株式会社（とうきょうしょせき、略称：東書（とうしょ）、英語：TOKYO SHOSEKI CO.,LTD.）は、東京都北区に本社を置く日本の教科書出版会社。TOPPANホールディングス株式会社の連結子会社。教科書をはじめとする出版事業等を営む。

## 概要
1909年（明治42年）創業。日本における教科書出版の最大手として有名だが、ほかにも学習参考書やデジタル教科書の制作、学力評価問題の制作、それ以外の一般書籍（主に教育関係書、人文書、文芸書）も多く出版するなど、事業領域は幅広い。2019年に設立110周年を迎えた。

## 教科書
文部科学省検定済教科書の発行者番号は2。
小学校・中学校向けの教科書の書名は、外国語（英語）の「NEW HORIZON」を除いて「新しい○○」（○○は種類名）という書名で出版されている。これら「新しい○○」と「NEW HORIZON」は商標登録されている。一方、高等学校向け教科書の書名は、外国語と情報を除いて科目名だけのシンプルなものとなっている。
業界最大手にふさわしく、北海道から沖縄まで全国的に幅広く採択されている。
- 小学校向け - 10種類（国語、書写、社会、地図、算数、理科、外国語（英語）、生活、家庭、保健、道徳）を発行している。
  - 新編 新しい国語（一上，一下，二上，二下，三上，三下，四上，四下，五，六）
  - 新編 新しい書写（一，二，三，四，五，六）
  - 新編 新しい社会（3年，4年，5年上，5年下，6年 <政治・国際編>，6年 <歴史編>）
  - 新編 新しい地図帳
  - 新編 新しい算数（1①，1②，2上，2下，3上，3下，4上，4下，5上，5下，6）
  - 新編 新しい理科（3，4，5，6）
  - NEW HORIZON Elementary English Course（5，6，My Picture Dictionary）
  - 新編 新しい生活（上、下）
  - 新編 新しい家庭（5・6）
  - 新編 新しい保健（3・4，5・6）
  - 新編 新しい道徳（1，2，3，4，5，6）
- 中学校向け - 10種類（国語、書写、社会、地図、数学、理科、外国語（英語）、技術・家庭、保健体育、道徳）を発行している。
  - 新しい国語（1，2，3）
  - 新しい書写（1，2，3）
  - 新しい社会（地理，歴史，公民）
  - 新しい社会 地図
  - 新しい数学（1，2，3）
  - 新しい科学（1，2，3）
  - NEW HORIZON English Course（1，2，3）
  - 新しい技術・家庭（技術分野，家庭分野）
  - 新しい保健体育
  - 新訂 新しい道徳（1，2，3）
- 高等学校向け - 8種類（国語、地歴・地図、公民、数学、理科、外国語、家庭、芸術(書道)、情報）を発行している。
  - 国語（国語総合、国語表現、現代文A/B，古典A/B）
  - 地理歴史（歴史総合、地理総合、世界史探究、日本史探究、地理探究）
  - 地図
  - 公民（公共、倫理、政治・経済）
  - 数学（数学I、A、II、B）
  - 理科（科学と人間生活、物理基礎、物理、化学基礎、化学、生物基礎、生物、地学基礎）
  - 外国語(英語)（コミュニケーション英語 All Aboard!、コミュニケーション英語 Power On、コミュニケーション英語 PROMINENCE、英語表現 NEW FAVORITE、英語会話）
  - 家庭（家庭）
  - 芸術（書道）
  - 情報（情報）

2015年度高校教科書採択冊数は、5,606,633冊で発行38社中第1位（シェア18%）であった。

## デジタル教科書
上記教科書に対応したデジタル教科書が制作されている。また、デジタル教科書に対応した教材も制作されている。アクセス社の「Lentrance（レントランス）」をプラットフォームとして採用している。
- 指導者用デジタル教科書・ブック - 教師の授業用のデジタル教科書。電子黒板やプロジェクタを使って演示する。掛図や解説動画なども含まれる。
- 学習者用デジタル教科書 - 「学校教育法等の一部を改正する法律」により，紙の教科書の代わりに使用することが認められている。
- 学習者用デジタル教材 - 学習用デジタル教科書用の教材。

## 学習参考書
上記教科書準拠の準拠ノートやワークブック、問題集が多数出版されている。ここでは代表的なもののみを取り上げる。
- 高等学校向け教材
  - 新総合 図説国語
  - 東書の世界史B 入試対策問題集
  - 地理　白地図ノート
  - ニューアクションシリーズ
  - ニューアセンドシリーズ
  - ハイスコープシリーズ
  - ニュースコープシリーズ
  - Advanced Buddyシリーズ
  - Standard Buddyシリーズ
  - ニューグローバルシリーズ（物理、化学、生物）
  - ニューアプローチ英文法シリーズ
  - コーパスシリーズ（英単語）

## 学力調査
小学校・中学校向けの学力調査。各教科の理解度だけでなく、生活行動の調査なども行う。
- 標準学力調査（全面改訂版、部分改訂版） - 5教科に対応（国語、社会、算数・数学、理科、英語）。1学期と3学期に実施。
- 小学校英語学力調査
- 総合質問紙調査 i-check- 生徒の自己肯定感と学級適応感を測定。
- 生活行動・学習活動調査
- 生活学習意識調査
- 体力テスト診断システム
- iFuture - 校務支援システム。
- Web評価支援システム

## 一般書籍
- 工場萌え - 工業地域の写真を厳選した写真集。工場景観ツアーブームの火付けとなった[4]。（共著 大山顕、東京書籍 ISBN 978-4487801633）
- 手帳シリーズ - すし手帳、日本酒手帳など特定の分野の内容をまとめたハンディタイプの書籍。
- 昭和天皇実録 - 宮内庁編集、全19冊。明治34年の御誕生から昭和64年の崩御に至るまでの89年間の、昭和天皇の御事蹟。
- フェイバリット英和辞典
- ミライ系NEW HORIZONでもう一度英語をやってみる - 大人向け次世代型教科書。AR対応[5]。
- ハシビロコウ - 千葉市動物公園監修。鳥類のハシビロコウの写真集。
- 日本語検定公式テキスト

## その他

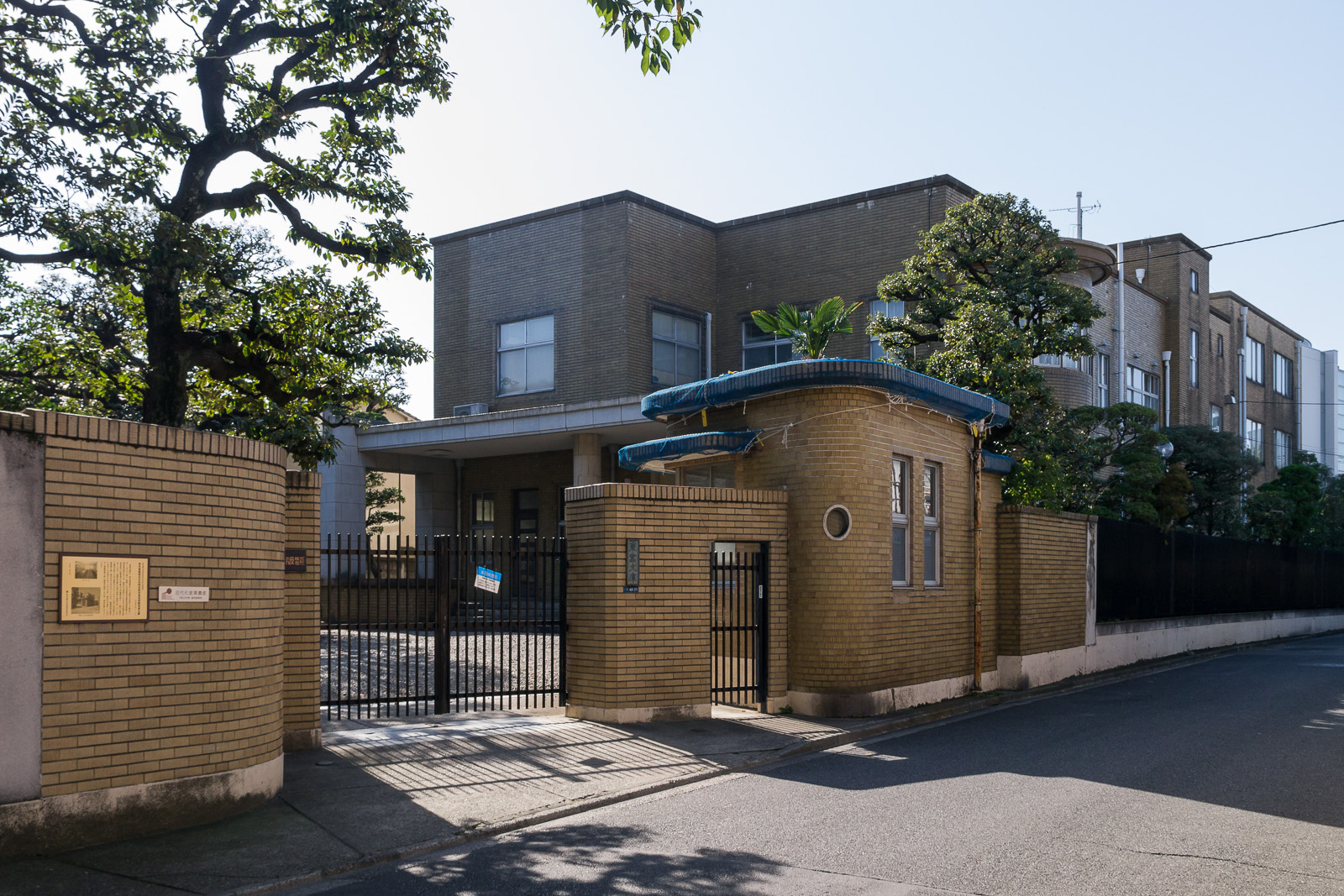
東書文庫

- 東書文庫 - 東京都北区栄町。創立25周年の記念事業として、1936年（昭和11年）に開設された日本初の教科書図書館。1999年に東京都「北区指定有形文化財（建造物）」の指定を受けた。2007年に経済産業省による近代化産業遺産に認定された。2009年には、所蔵されている教科書類75,277点のほか掛図805点、原画144点、版木資料194点が「近代教科書関係資料」として国の重要文化財に指定された[6]。2014年に謙堂文庫より往来物など資料3,300点の譲渡を受けた。
- 日本語検定 - 日本語の適切な使い方を身につける検定事業。同社が協賛。
- 東書Eネット - 同社が運営する会員制サイト。
- ラオス人民民主共和国初等教育改訂プロジェクト - JICAが主催するラオス政府の算数教育の学習改善事業[7]。

## 不祥事
- 2010年に「拡大編集会議」という建前で教員らを集め、検定中の教科書を事前に見せて対価を支払った問題が文部科学省より指摘された。同様の事例が三省堂、数研出版、啓林館、教育出版、光村図書出版、育鵬社等でも見られ、教科書業界全体で不適切な営業行為が発覚した。同社の報告では、延べ4,000人を超える教員・採択関係者に対価を支払ったとしている[8]。
- 2021年に「教育課題アドバイザー制度」の運用において、同社社員が元校長らに教科書採択に関わる情報提供をお願いするなど制度本来の趣旨からの逸脱した行為が行われていたことが発覚した[9]。

### 教科書の記載内容訂正

#### 「雪国はつらいよ条例」騒動
2002年、中学公民の教科書『新しい社会 公民』の、各地のユニークな条例を紹介するという項目で、新潟県中里町に「雪国はつらいよ条例」という条例を紹介した。しかし、実際は「雪国はつらつ条例」であり、1988年に雪との共存を目指す趣旨で制定されたものであり、ニュースでは「男はつらいよ」のテーマソングをバックに面白おかしく取り上げられることとなった。また、自治体名についても「中里町」を「中里村」としていた。2002年6月、村長や村の担当者は「まるでお笑いみたいに書かれ、腹が立つ」「条例の趣旨とまったくあべこべで、イメージダウンだ」と抗議した。同社は、「単純ミスだった」と説明し村に陳謝した。9月末に採用校に「訂正とおわび」を載せた冊子や注意を促す文章を送付し、翌年度の版で該当の個所を修正した。その他、中学地理の教科書『新しい社会　地理』でも160箇所の誤記があり、約112万冊を刷り直した。

#### 『新高等地図』の誤記
2022年4月に『新高等地図』の内容に対し、学校の教員から複数の誤りの箇所が指摘された。誤記や位置の誤りが約50カ所、索引と地図との間での表記の不一致が約600カ所、社会情勢の変化に伴う地名変更の修正漏れが約150カ所など、計1200箇所あった。2022年10月に文科省に訂正申請し、教科書を使っている学校に謝罪。2023年1月から訂正済みの教科書を再配布した。2023年2月6日時点で、全国で使用されている約36,000冊のうち、約25,000冊の再配布の要望があった。
多数の訂正が生じた理由として、新学習指導要領に合わせて内容が大規模に改訂されたことと、新型コロナウイルスの影響で在宅勤務が増え、協力会社である編集プロダクションとのコミュニケーションも不足し、校閲作業が不十分になったことが報じられている。同社は「多くの訂正箇所が残ったまま教科書が配布されたことは大変申し訳なく、痛切に反省している」とコメントしている。
この『新高等地図』は、2020年4月に文部科学省の教科書検定に提出され、2021年3月には、合格していた。文部科学省の担当者は「こうした結果になったことは遺憾だ。検定結果が不適切だったとの認識はない。最終的に網羅的な校正は教科書会社の責任で行われるものだと考えている」との見解を示した。
2023年8月9日、同社は『新高等地図』 を2026年度で廃刊にする事を発表した。

## 関連会社
- TOPPANホールディングス - TOPPANホールディングスの連結決算対象企業。
- 東洋インキSCホールディングス株式会社
- 株式会社リーブルテック（2009年11月に東京書籍印刷株式会社より社名変更）
  - 東京書籍から、さらにそれ以外の出版社からも幅広く受注する。アスキーや技術評論社のTeXで組まれた書籍のほとんどを受注している。
  - 東京書籍が検定教科書で大きなシェアを得ていることもあり、教科書の印刷では図書印刷と並ぶ規模となっている。
- 東京物流企画株式会社
  - 東京書籍の教科書や教材の保管・発送や、通販カタログのフィルム・ラッピング、発送まで手がける総合物流企業。
  - 1986年（昭和61年）8月に、株式会社リーブルテック（2009年11月に東京書籍印刷株式会社より社名変更）の発送部門を切り離して設立した。
- あすとろ出版株式会社
- 株式会社東書エステート
- 株式会社学習調査エデュフロント
  - 旧社名は東京書籍メディアファクトリー[注釈 1]→東京書籍メディアフローであり、トンキンハウスのコンピュータゲームブランドを所有していた[注釈 2]。